# 錫泰舍岩
63°43′S 61°37′W / 63.717°S 61.617°W
錫泰舍岩（英語：Cetacea Rocks）是南極洲的岩石，位於霍西森島東北面，屬於帕默群島的一部分，由讓-巴蒂斯特·夏古率領的法國探險隊繪入地圖，現時由南極條約體系管理。